# Snowboard aux Jeux olympiques de 2014 - Cross hommes
Navigation
Vancouver 2010 Pyeongchang 2018
Le cross masculin des Jeux olympiques d'hiver de 2014 aurait dû avoir lieu le 17 février 2014 à 11 h 00 puis à 13 h 15 au parc extrême Rosa Khutor. À cause du brouillard, l'épreuve a été reportée au 18 février 2014 à 7 h 30. À la suite de ce report, les qualifications ont été annulées, les participants commenceront donc directement par les huitièmes de finale.
L'épreuve est présente depuis les Jeux olympiques de 2006 qui se sont déroulés à Turin, soit lors de la troisième apparition du snowboard aux Jeux d'hiver. Le double tenant du titre est l'Américain Seth Wescott qui a remporté l'épreuve à Vancouver en 2010 devant le canadien  Mike Robertson, médaille d'argent, et le français Tony Ramoin, médaille de bronze.
En 2014, le Français Pierre Vaultier est médaillé d'or devant le Russe Nikolay Olyunin et l'Américain Alex Deibold.

## Médaillés
| Or                    | Argent                | Bronze             |
| Pierre Vaultier (FRA) | Nikolay Olyunin (RUS) | Alex Deibold (USA) |

## Résultats

### Qualification
En raison du report du aux conditions météorologiques, les qualifications ont été effectuées sur le classement de la Coupe du Monde. Les 3 meilleurs aux huitièmes de finale sont qualifiés pour les quarts de finale.

### Huitièmes de finale
| Rang | Dossard | Athlète          | Nationalité | Notes |
| ---- | ------- | ---------------- | ----------- | ----- |
| 1    | 1       | Alex Pullin      | Australie   | Q     |
| 2    | 33      | Tony Ramoin      | France      | Q     |
| 3    | 17      | Kevin Hill       | Canada      | Q     |
| 4    | 16      | Nick Baumgartner | États-Unis  |       |
| 5    | 32      | Andrey Boldykov  | Russie      |       |

| Rang | Dossard | Athlète             | Nationalité | Notes |
| ---- | ------- | ------------------- | ----------- | ----- |
| 1    | 8       | Lucas Eguibar       | Espagne     | Q     |
| 2    | 24      | Regino Hernández    | Espagne     | Q     |
| 3    | 9       | Alex Deibold        | États-Unis  | Q     |
|      | 25      | Lluis Marin Tarroch | Andorre     | DSQ   |

| Rang | Dossard | Athlète          | Nationalité | Notes |
| ---- | ------- | ---------------- | ----------- | ----- |
| 1    | 5       | Trevor Jacob     | États-Unis  | Q     |
| 2    | 28      | Anton Lindfors   | Finlande    | Q     |
| 3    | 21      | Tommaso Leolni   | Italie      | Q     |
| 4    | 12      | Nate Holland     | États-Unis  |       |
| 5    | 37      | Anton Koprivitsa | Russie      |       |

| Rang | Dossard | Athlète              | Nationalité | Notes |
| ---- | ------- | -------------------- | ----------- | ----- |
| 1    | 20      | Nikolay Olyunin      | Russie      | Q     |
| 2    | 4       | Alessandro Haemmerle | Autriche    | Q     |
| 3    | 13      | Stian Sivertzen      | Norvège     | Q     |
| 4    | 29      | Maciej Jodko         | Pologne     |       |
| 5    | 36      | Laro Herrero         | Espagne     |       |

| Rang | Dossard | Athlète            | Nationalité | Notes |
| ---- | ------- | ------------------ | ----------- | ----- |
| 1    | 14      | Konstantin Schad   | Allemagne   | Q     |
| 2    | 3       | Omar Visintin      | Italie      | Q     |
| 3    | 35      | Marvin James       | Suisse      | Q     |
| 4    | 30      | Jake Holden        | Canada      |       |
|      | 19      | Emanuel Perathoner | Italie      | DNS   |

| Rang | Dossard | Athlète         | Nationalité        | Notes |
| ---- | ------- | --------------- | ------------------ | ----- |
| 1    | 6       | Pierre Vaultier | France             | Q     |
| 2    | 27      | Hanno Douschan  | Autriche           | Q     |
| 3    | 11      | Jarryd Hughes   | Australie          | Q     |
| 4    | 38      | Emil Novak      | République tchèque |       |
| 5    | 22      | Jussi Taka      | Finlande           |       |

| Rang | Dossard | Athlète              | Nationalité        | Notes |
| ---- | ------- | -------------------- | ------------------ | ----- |
| 1    | 23      | Paul Berg            | Allemagne          | Q     |
| 2    | 7       | Christopher Robanske | Canada             | Q     |
| 3    | 26      | Paul-Henri de Le Rue | France             | Q     |
| 4    | 39      | David Bakes          | République tchèque |       |
| 5    | 10      | Mateusz Ligocki      | Pologne            |       |

| Rang | Dossard | Athlète         | Nationalité | Notes |
| ---- | ------- | --------------- | ----------- | ----- |
| 1    | 31      | Cameron Bolton  | Australie   | Q     |
| 2    | 34      | Tim Watter      | Suisse      | Q     |
| 3    | 15      | Luca Matteotti  | Italie      | Q     |
|      | 18      | Robert Fagan    | Canada      | DSQ   |
|      | 2       | Markus Schairer | Autriche    | DNF   |

Légende : Q – Qualifié pour les quarts de finale ; DSQ – Disqualifié ; DNS – N'a pas commencé ; DNF – N'a pas terminé

### Quarts de finale
| Rang | Dossard | Athlète          | Nationalité | Notes |
| ---- | ------- | ---------------- | ----------- | ----- |
| 1    | 8       | Lucas Eguibar    | Espagne     | Q     |
| 2    | 17      | Kevin Hill       | Canada      | Q     |
| 3    | 9       | Alex Deibold     | États-Unis  | Q     |
| 4    | 1       | Alex Pullin      | Australie   |       |
| 5    | 33      | Tony Ramoin      | France      |       |
| 6    | 24      | Regino Hernández | Espagne     | DNF   |

| Rang | Dossard | Athlète             | Nationalité | Notes |
| ---- | ------- | ------------------- | ----------- | ----- |
| 1    | 20      | Nikolay Olyunin     | Russie      | Q     |
| 2    | 5       | Trevor Jacob        | États-Unis  | Q     |
| 3    | 13      | Stian Sivertzen     | Norvège     | Q     |
| 4    | 28      | Anton Lindfors      | Finlande    |       |
| 5    | 4       | Alessandro Hämmerle | Autriche    |       |
| 6    | 21      | Tommaso Leoni       | Italie      |       |

| Rang | Dossard | Athlète          | Nationalité | Notes |
| ---- | ------- | ---------------- | ----------- | ----- |
| 1    | 6       | Pierre Vaultier  | France      | Q     |
| 2    | 3       | Omar Visintin    | Italie      | Q     |
| 3    | 27      | Hanno Douschan   | Autriche    | Q     |
| 4    | 14      | Konstantin Schad | Allemagne   |       |
| 5    | 11      | Jarryd Hughes    | Australie   |       |
| 6    | 35      | Marvin James     | Suisse      | DNF   |

| Rang | Dossard | Athlète              | Nationalité | Notes |
| ---- | ------- | -------------------- | ----------- | ----- |
| 1    | 31      | Cameron Bolton       | Australie   | Q     |
| 2    | 26      | Paul-Henri de Le Rue | France      | Q     |
| 3    | 15      | Luca Matteotti       | Italie      | Q     |
| 4    | 23      | Paul Berg            | Allemagne   |       |
| 5    | 7       | Christopher Robanske | Canada      |       |
| 6    | 34      | Tim Watter           | Suisse      | DSQ   |

Légende : Q – Qualifié pour la demi-finale ; DNS – N'a pas commencé ; DNF – N'a pas terminé

#### Demi-finale
| Rang | Dossard | Athlète         | Nationalité | Notes |
| ---- | ------- | --------------- | ----------- | ----- |
| 1    | 20      | Nikolay Olyunin | Russie      | Q     |
| 2    | 13      | Stian Sivertzen | Norvège     | Q     |
| 3    | 9       | Alex Deibold    | États-Unis  | Q     |
| 4    | 5       | Trevor Jacob    | États-Unis  |       |
| 5    | 8       | Lucas Eguibar   | Espagne     | DSQ   |
| 6    | 17      | Kevin Hill      | Canada      | DNF   |

| Rang | Dossard | Athlète              | Nationalité | Notes |
| ---- | ------- | -------------------- | ----------- | ----- |
| 1    | 6       | Pierre Vaultier      | France      | Q     |
| 2    | 26      | Paul-Henri de Le Rue | France      | Q     |
| 3    | 15      | Luca Matteotti       | Italie      | Q     |
| 4    | 31      | Cameron Bolton       | Australie   |       |
| 5    | 27      | Hanno Douschan       | Autriche    | DSQ   |
| 6    | 3       | Omar Visintin        | Italie      | DNF   |

Légende : DSQ – Disqualifié ; DNF – N'a pas terminé

#### Finale
| Rang | Dossard | Athlète        | Nationalité | Notes |
| ---- | ------- | -------------- | ----------- | ----- |
| 7    | 8       | Lucas Eguibar  | Espagne     |       |
| 8    | 17      | Kevin Hill     | Canada      |       |
| 9    | 5       | Trevor Jacob   | États-Unis  |       |
| 10   | 27      | Hanno Douschan | Autriche    |       |
| 11   | 31      | Cameron Bolton | Australie   | DNF   |
| 12   | 3       | Omar Visintin  | Italie      | DNS   |

| Rang                                | Dossard | Athlète              | Nationalité | Notes |
| ----------------------------------- | ------- | -------------------- | ----------- | ----- |
| Médaille d'or, Jeux olympiques      | 6       | Pierre Vaultier      | France      |       |
| Médaille d'argent, Jeux olympiques  | 20      | Nikolay Olyunin      | Russie      |       |
| Médaille de bronze, Jeux olympiques | 9       | Alex Deibold         | États-Unis  |       |
| 4                                   | 26      | Paul-Henri de Le Rue | France      |       |
| 5                                   | 13      | Stian Sivertzen      | Norvège     |       |
| 6                                   | 15      | Luca Matteotti       | Italie      |       |

Légende : DNS – N'a pas commencé ; DNF – N'a pas terminé